# Pan Wenli
Pan Wenli, född 8 mars 1969, är en kinesisk före detta volleybollspelare. Hon blev olympisk silvermedaljör i volleyboll vid sommarspelen 1996 i Atlanta.